# Magdalena Szaj
Magdalena Szaj (* 12. Februar 1995 in Kronowo bei Barczewo, Polen) ist eine polnische Fußballspielerin.

## Karriere

### Vereine
Szaj begann beim LKS Surma Barczewo in der Woiwodschaft Ermland-Masuren mit dem Fußballspielen. Dort blieb sie bis zum Sommer 2010 und schloss sich anschließend im Alter von 15 Jahren dem KS AZS Wrocław an. Beim KS AZS Wrocław gab sie ein Jahr später in der Saison 2011/12 ihr Seniorendebüt in der höchsten polnischen Frauenspielklasse. Am 6. August 2014 verließ sie Polen und unterschrieb beim deutschen Bundesligisten 1. FFC Turbine Potsdam einen Zweijahresvertrag.

### Nationalmannschaft
Seit 2013 spielt Szaj für die A-Nationalmannschaft ihres Landes. Zuvor spielte sie sechs Länderspiele für die U-17, bei dem sie fünf Tore erzielte und neun Länderspiele für die polnische U-19 und erzielte hierbei ein Länderspieltor.